# 毛泽东集
《毛泽东集》是1970年至1972年初，日本毛泽东文献资料研究会编辑、著名学者竹内实主持编纂的一部毛泽东文集，由东京北望社出版发行。

## 简介
最初，出版的《毛泽东集》全套10卷。其后，东京苍苍社在1983年至1986年出版了《毛泽东集补卷》9卷和《毛泽东集补卷·别卷》1卷。《毛泽东集》及其补卷收录了毛泽东从青少年时期到1949年的众多著作，《别卷》为毛泽东著作年表以及参考文献。收录范围如下：
1. 毛泽东署名的文章，不管是个人署名、共同署名均收入；
2. 虽无毛泽东的署名，但有根据证明确是毛泽东作品的，亦予收录；
3. 依上所述为基础，除论文、报告、演讲、书简以外，谈话、宣言、法令、电报等也都收录入著作的范围；
4. 只见于现行《毛泽东选集》、《毛泽东著作选读》的，不予重录；
5. 诗词、题字、语录等不收录；只能从刊物、学者论文引用里见到，而不是它的全文的，也不收录。

因竹内实认为翻译会使原意走样，全书以简体中文而不是以日文编写（《别卷》为繁体字，但部分字体使用了简体中文和日本汉字新字体）。全文将每篇文章都逐一加以勘校，将当时所能收集到的毛泽东文章的原始版本与修改后重新发表的版本进行对比，并明确标出版本的演变和所增删的内容。

## 评价
《毛泽东集》的问世，被认为对真实反映毛泽东思想发展进程有着重要的学术意义，该套全集也成为海外毛泽东研究的必备资料。美国著名汉学家斯图尔特·施拉姆曾表示，“这个东京本对于每一个对20世纪前半期中国历史和政治作严肃的学术研究的人来说，都成了不可缺少的参考工具……。因为，与那些30年代和40年代的珍本杂志书籍不同，这个东京版在许多图书馆都能找到。……这些资料将把对毛的早年的研究置于一个全新的基础之上。仅仅提及第一补卷以超过300页的篇幅包含了1920年末以前这段时间的材料这一事实，就可以对这一突破的影响所及有所了解。……在今后许多年中，将成为所有研究毛在中华人民共和国成立之前的言论和著述的人所使用的标准本。”